# Eikosanoider
Eikosanoider är en grupp av signalsubstanser som även verkar som lokala hormoner. De är derivat av fettsyror, företrädesvis arakidonsyra. Eikosanoiderna har en framträdande roll för inflammatoriska processer.
Exempel på eikosanoider är prostaglandiner, leukotrien och tromboxan.